# Éliane Gubin
Éliane Gubin (* 2. Juli 1942 in Brüssel) ist eine belgische Historikerin und emeritierte Professorin für Politische und Sozialgeschichte an der Université libre de Bruxelles (ULB). Sie hat sich besonders um die belgische Frauengeschichte verdient gemacht.
Gubin studierte in Brüssel bis zur Dissertation 1964 Le Théâtre de la Monnaie et le Théâtre Flamand à Bruxelles de 1860 à 1880 bei Guillaume Jacquemyns († 1969) Sie lehrte als Professorin für Zeitgeschichte an der ULB bis 2007. Nach einem Aufenthalt in Quebec initiierte sie 1989 eine Forschungsgruppe von Historikerinnen, Demografen, Soziologen zur Frauengeschichte, GIEF genannt. 1992 wurde die Zeitschrift Sextant gegründet. 1995 gründete sie das Carhif: Centre d’Archives et de Recherches pour l’Histoire des Femmes.

## Schriften
- Hrsg.: Dictionnaire des Femmes belges, 2006[4]
- mit Catherine Jacques: Encyclopédie d’histoire des Femmes en Belgique, Editeur Racine 2018.[5] ISBN 9782390250524
- Hrsg.: Le siècle des féminismes, Éditions de l’Atelier, Paris 2004. ISBN 978-2708237292
- Éliane Vogel-Polsky, une femme de conviction, Brüssel 2007
- mit Jean Stengers: Une guerre pour l’honneur. La Belgique en 14–18, Editeur Racine 2014. ISBN 9782873868871

## Einzelbelege
1. ↑  Esprit Libre - article. Abgerufen am 6. März 2021.
2. ↑  Digithèque de l’ULB : Sextant. Abgerufen am 6. März 2021.
3. ↑  AVG-Carhif : Le Carhif. Archiviert vom Original (nicht mehr online verfügbar) am 10. Juni 2020; abgerufen am 6. März 2021.  Info: Der Archivlink wurde automatisch eingesetzt und noch nicht geprüft. Bitte prüfe Original- und Archivlink gemäß Anleitung und entferne dann diesen Hinweis.
4. ↑  Dictionnaire des femmes belges. 11. August 2015, abgerufen am 6. März 2021 (französisch).
5. ↑  Encyclopédie d’histoire des femmes en Belgique. 19. Januar 2018, abgerufen am 6. März 2021 (französisch).

| Personendaten    | Personendaten          |
| ---------------- | ---------------------- |
| NAME             | Gubin, Éliane          |
| KURZBESCHREIBUNG | belgische Historikerin |
| GEBURTSDATUM     | 2. Juli 1942           |
| GEBURTSORT       | Brüssel                |